# Australodocus bohetii
L'australodoco (Australodocus bohetii) è un dinosauro erbivoro appartenente ai sauropodi. Visse nel Giurassico superiore (Titoniano, circa 150 milioni di anni fa). I suoi resti fossili sono stati ritrovati in Africa orientale (Tanzania).

## Descrizione
Questo dinosauro è noto solo per due vertebre cervicali, molto simili a quelle di Diplodocus. L'aspetto, benché puramente ipotetico, doveva essere quello di un grande erbivoro quadrupede, con collo e coda lunghi. La forma accorciata delle vertebre fa supporre che il collo di Australodocus fosse più corto di quello di Diplodocus e di Tornieria, e più simile a quello di Camarasaurus.

## Classificazione
I resti di Australodocus vennero scoperti nei negli strati di Tendaguru, in Tanzania, dove sono stati rinvenuti numerosi resti di dinosauri giurassici, tra cui alcuni generi di grandi sauropodi, come Giraffatitan (anche noto come Brachiosaurus brancai), Janenschia, Tendaguria, Tornieria e Dicraeosaurus. Australodocus è noto per due vertebre cervicali, che erano parte di una serie di vertebre rinvenute nel 1909 durante una spedizione capitanata da Werner Janensch. Sfortunatamente, come altri fossili trovati dalle spedizioni tedesche in Africa, numerose ossa furono distrutte durante la Seconda Guerra Mondiale. Nel 2007 le ossa rimaste vennero ridescritte da Kristian Remes, che individuò alcuni caratteri peculiari nelle vertebre e le attribuì a un rappresentante dei diplodocidi, simile a giganti americani come Diplodocus e Apatosaurus. Remes ritenne che Australodocus fosse un diplodocide a causa del fatto che aveva spine neurali biforcute. Tuttavia, ulteriori studi (Whitlock, 2011) hanno evidenziato che Australodocus era in realtà un rappresentante dei macronari, forse imparentato con Brachiosaurus.

## Paleobiologia
La presenza di un più alto numero di sauropodi macronari nell'ambiente di Tendaguru, in confronto ai numerosi sauropodi diplodocidi della formazione Morrison nordamericana, può essere spiegata con le differenze tra i due ambienti; la zona di Tendaguru era dominata da foreste di conifere, mentre quella della Morrison era costituita da pianure aperte con una flora bassa. I diplodocidi, evidentemente, erano più adatti a brucare piante basse, mentre i macronari possedevano denti più forti e corporature più alte per raggiungere i duri aghi delle conifere.

## Significato del nome
Il nome Australodocus significa "sbarra del sud" (dal latino australis, "del sud", e dal greco dokos, "sbarra"), con riferimento a Diplodocus, la "doppia sbarra". L'epiteto specifico, bohetii, onora Boheti bin Amrani, un cercatore e preparatore nativo della Tanzania che diede un importante contributo alle spedizioni tedesche che per prime scavarono il sito di Tendaguru.